# Amphidraus santanae
Amphidraus santanae är en spindelart som beskrevs av Galiano 1967. Amphidraus santanae ingår i släktet Amphidraus och familjen hoppspindlar. Inga underarter finns listade i Catalogue of Life.